# Paolo Branca
Paolo Branca (Milano, 5 novembre 1957) è un orientalista, islamista, arabista e traduttore italiano.

## Biografia
Paolo Branca si laurea in Lingua e letteratura araba presso la Facoltà di Lingue orientali dell'Università Ca' Foscari Venezia nel marzo del 1982, con una tesi su "Aspetti del Modernismo musulmano degli anni '50 in un'opera di Khalid Muhammad Khalid", elaborata al Cairo nell'autunno del 1981. Ottiene nel 1984 una borsa di studio del governo egiziano tramite cui continua le sue ricerche al Cairo sul pensiero arabo contemporaneo, intervistando anche Muhammad Ahmad Khalaf Allah, pioniere dell'esegesi coranica moderna. Si diploma e perfeziona in lingua araba presso l'Istituto per il Medio e l'Estremo Oriente (IsMEO) di Milano, dove poi insegna. 
Nel 1989 è diventato ricercatore in Islamistica presso l'Università Cattolica di Milano. Ha insegnato Lingua araba e Letteratura araba a partire dal 1994 in varie università, tra cui Torino, Pavia, l'Istituto Superiore di Scienze Religiose di Milano e l'Università Cattolica di Milano, dove dal 1998 è affidatario del corso di Lingua araba (poi Lingua e letteratura araba).
È stato relatore in numerosi convegni e seminari di studio presso varie istituzioni tra le quali: Pontificia Universitas Urbaniana, Institut du Monde Arabe - Parigi, Accademia della Guardia di Finanza - Bergamo, Centro Alti Studi per la Difesa - Roma, Université de Lausanne, Università di Pisa, Università degli Studi di Firenze, Università di 'Ain Shams - Il Cairo (Egitto).
Nella sua ricerca si dedica ai temi classici dell'islamologia: il rapporto Islam-mondo moderno, in specie per ciò che riguarda il fondamentalismo e riformismo musulmani.
È membro del comitato Scientifico di Oasis; di SeSaMo (Società Studi Medio Oriente) di cui è stato socio fondatore ed è presidente;
e del Comitato per l’islam italiano, stabilito dal Ministero dell'Interno.

## Pubblicazioni
- Dalle primavere arabe al califfato?, Edizioni di Maieutica, 2015
- Islam, EMI, Bologna, 2012
- "Noi e l'Islam". Dall'accoglienza al dialogo. Vent'anni dopo,  EMP, 2010
- Guerra e Pace nel Corano, EMP, Padova 2009
- Amico dell'ultimo istante. Testimonianza e martirio di un monaco cristiano tra i musulmani, Cittadella, 2009
- Pagine di lettura araba, EDUCatt Università cattolica, 2009
- Muhammad, EMI, 2008
- Yalla Italia! Le vere sfide dell'integrazione di arabi e musulmani nel nostro Paese, Edizioni Lavoro, Roma 2007, pp. 190
- Moschee inquiete, Il Mulino, Bologna 2003, pp. 200.
- Il Corano, Il Mulino, Bologna 2002, pp. 127 (tradotto in spagnolo)
- I musulmani, Il Mulino, Bologna 2000, pp. 127 (tradotto in spagnolo)
- Introduzione all'Islam, S.Paolo, Milan 1995, pp. 342.
- Voci dell'Islam moderno. Il pensiero arabo-musulmano fra rinnovamento e tradizione, Introduzione di M. Borrmans pb, Marietti, Genova 1991, pp. 314.

### Traduzioni
- Vicolo del mortaio, di Nagib Mahfuz (Milano, Feltrinelli, 1989, pp. 251)
- Biografia del profeta Maometto di Ṭabarī / Bal'ami (prefazione di Francesco Gabrieli, Mondadori, Milano 1990, pp. 266)